# Mr. Sunshine (2018)
Mr. Sunshine (hangul: 미스터 션샤인; rr: Miseuteo Syeonsyain) é uma telenovela sul-coreana exibida pela emissora tvN de 7 de julho a 30 de setembro de 2018, com um total de 24 episódios, a série também estreou internacionalmente pela plataforma Netflix. Miseuteo Syeonsyain foi escrita por Kim Eun-sook e dirigida por Lee Eung-bok, é estrelada por Lee Byung-hun, Kim Tae-ri, Yoo Yeon-seok, Kim Min-jung e Byun Yo-han. Seu enredo é ambientado em Hanseong (antigo nome da cidade de Seul) no início de 1900, e se concentra em ativistas que lutam pela independência da Coreia.
Miseuteo Syeonsyain registrou a quarta maior audiência da história da televisão a cabo sul-coreana, com uma média de 12,955%. Seu episódio final obteve pico de 18,129%. Em Seul, tornou-se a segunda maior audiência já registrada para uma emissora por assinatura. Além disso, a série obteve aclamação da crítica por sua cinematografia e narrativa, além de elogios serem direcionados as personagens femininas, consideradas fortes. Miseuteo Syeonsyain recebeu ainda o prêmio de Drama do Ano no APAN Star Awards, bem como o grande prêmio para Lee Byung-hyun.

## Enredo
O jovem Choi Yoo-jin (Lee Byung-hun), que nasce escravo, sofre um evento traumático em sua infância e é levado para os Estados Unidos, durante a Shinmiyangyo, uma expedição do país a Coreia realizada em 1871. Já adulto ele retorna a Joseon, como Eugene Choi, um oficial do Corpo de Fuzileiros Navais dos Estados Unidos e se apaixona por Go Ae-shin (Kim Tae-ri), a filha de um aristocrata. Ao mesmo tempo, ele descobre uma trama por trás das forças estrangeiras a fim de colonizar a Coreia.

## Elenco

### Elenco principal
- Lee Byung-hun como Choi Yoo-jin / Eugene Choi
  - Kim Kang-hoon como Choi Yoo-jin (criança)
  - Jeon Jin-seo como Choi Yoo-jin (jovem)

Um escravo nascido em Joseon. Por questões familiares, ele foge para os Estados Unidos ainda criança, com a ajuda de um missionário e retorna a Joseon como capitão do Corpo de Fuzileiros Navais dos Estados Unidos e seu cônsul em exercício. É tratado como um coreano na América, mas como um americano em Joseon. Apaixona-se por uma nobre e se envolve em um relacionamento com ela.
- Kim Tae-ri como Go Ae-shin
  - Heo Jung-eun como Go Ae-shin (jovem)

Uma nobre de Joseon que perdeu seus pais quando era um bebê. Ela cresce criada pelo avô e passa a treinar para tornar-se uma franco-atiradora, neste processo apaixona-se pelo cônsul dos Estados Unidos.
- Yoo Yeon-seok como Goo Dong-mae / Ishida Sho
  - Choi Min-yong como Goo Dong-mae (jovem)

Filho de um açougueiro que foge para o Japão após a morte de seus pais, ele torna-se um destemido samurai e membro da sociedade Musin, que faz parte de um grupo da Yakuza. Quando era adolescente, ele foi ajudado por Go Ae-shin e por isso ele é grato e tem profunda afeição por ela.
- Kim Min-jung como Lee Yang-hwa / Kudo Hina

Filha de Lee Wan-ik, é uma influente viúva que administra o hotel Glory em Joseon. Ela foi casada com um rico senhor japonês por dinheiro e intermédio de seu pai. Após a morte misteriosa de seu marido, ela como herdeira do hotel, o opera com êxito por conta própria.
- Byun Yo-han como Kim Hee-sung

Um nobre de Joseon considerado o mais rico, atrás apenas do Imperador em termos de propriedade de terras. É emocionalmente atormentado pelas ações passadas de seu avô e vive mais de uma década no Japão para evitar se casar com a mulher que seu avô escolheu para ele. Ao retornar a Joseon, descobre que sua noiva é Go Ae-shin e se apaixona por ela.

### Elenco de apoio
| - Choi Moo-sung como Jang Seung-goo - Sung Yoo-bin como Jang Seung-goo (jovem) - Kim Eui-sung como Lee Wan-ik - Kim Byung-chul como Il-sik - Bae Jung-nam como Choon-sik - Shin Jung-geun como Haengrang - Lee Jung-eun como Haman-daek - Jo Woo-jin como Im Gwan-soo - Kim Kap-soo como Hwang Eun-san - Kim Nam-hee como Mori Takashi - Kim Eung-soo como avô de Hee-sung - David Lee McInnis como Kyle Moore, membro do Corpo de Fuzileiros Navais dos Estados Unidos e supervisor direto de Eugene Choi. - Lee Ho-jae como Go Sa-hong, avô de Go Ae-shin - Kim Na-woon como Madame Jo, tia de Go Ae-shin - Park Ah-in como Go Ae-soon - Kim Joong-Hee como Lee Deok-moon - Kim Dong-gyun como Kim An-pyeong, pai de Kim Hee-sung - Kim Hye-eun como Yoon Ho-sun, mãe de Kim Hee-sung - Lee Seung-joon como o Imperador Gwangmu - Kang Shin-il como Lee Jung-moon - Choi Jin-ho como burocrata Lee Se-hoon - Kim Si-eun - Ji Seung-hyun como Song Young - Oh Ah-yeo como So-ah - Choi Jong-won como Heungseon Daewongun - Yoon Kyung-ho como pai de Dong-mae - Kim Yong-ji como Hotaru - Lee Joo-bin - Seo Yoo-jung como Hong-pa - Jason Nelson como Joseph W. Stenson - Kwon Hyuk - Lee Si-hoon como Ko Yoshino - Kim In-woo como Hirobumi Ito - Ariane Desgagnés-Leclerc como Stella, missionária e professora de inglês em Joseon. - Jung In-kyum como Hayashi - Jang Dong-yoon como Joon-young - Jung Min-ah como Yeo-joo | - Lee Si-a como mãe de Choi Yoo-jin - Jin Goo como Go Sang-wan, pai de Go Ae-shin - Kim Ji-won como Kim Hui-jin, mãe de Ae-shin - Im Se-mi como mãe de Goo Dong-mae - Park Jung-min como Ahn Chang-ho - Kim Min-jae como Do-mi (adulto) |

## Produção
- Miseuteo Syeonsyain é a terceira colaboração entre a escritora Kim Eun-sook e o diretor Lee Eung-bok, após Descendants of the Sun (2016) e Guardian: The Lonely and Great God (2016),[8] a produção foi oferecida pelo Studio Dragon primeiramente a emissora SBS, entretanto, devido a restrições financeiras e de publicidade, foi recusado pela emissora.[9]
- A série marca a estreia na televisão da atriz de cinema Kim Tae-ri.[10]
- A atriz Kim Sa-rang foi originalmente parte integrante do elenco,[11] mas em fevereiro de 2018, devido a conflitos de agenda desistiu de seu papel, sendo substituída por Kim Min-jung.[12]
- Suas filmagens iniciaram em setembro de 2017 e ocorreram em diversas partes da Coreia do Sul, incluindo Busan, Daegu, Gokseong, Gyeongju e Hapcheon. Diversos cenários foram dedicados exclusivamente a retratar o inicio dos anos de 1900, onde foram construídos em um local de 20.000 metros quadrados em Nonsan, província de Chungcheong do Sul, e outros 6.600 em 20.000 metros quadrados de área interna em Daejeon.[13]

## Trilha sonora
A trilha sonora de Miseuteo Syeonsyain foi lançada dividida em quinze partes, cada uma contendo uma canção. Sua primeira parte foi lançada em 8 de julho e a última em 30 de setembro de 2018.
| N.º | Título                                          | Letras                     | Música                                    | Artista(s)                    | Duração |  |
| 1.  | "The Day" (그 날)                               | Park Hyo-shin Kim Eana     | Park Hyo-shin Jeong Jae-il                | Park Hyo-shin                 | 4:52    |  |
| 2.  | "Sad March" (슬픈 행진)                         | Nam Hye-seung JELLO ANN    | Nam Hye-seung Park Sang-hee               | Elaine                        | 5:25    |  |
| 3.  | "Days Without Tears" (눈물 아닌 날들)           | Nam Hye-seung Kim Hee-jin  | Nam Hye-seung Kim Hee-jin                 | Kim Yoon-ah                   | 3:46    |  |
| 4.  | "Sori" (소리)                                   | Nam Hye-seung Park Jin-ho  | Nam Hye-seung Park Jin-ho                 | Lee Su-hyun (Akdong Musician) | 5:02    |  |
| 5.  | "Good Day" (좋은 날)                            | Nam Hye-seung Park Jin-ho  | Nam Hye-seung Park Jin-ho Jeong Dong-hwan | MeloMance                     | 5:31    |  |
| 6.  | "My Home (Eugene's Song)"                       | Nam Hye-seung JELLO ANN    | Nam Hye-seung Park Sang-hee               | Savina & Drones               | 4:20    |  |
| 7.  | "Becoming The Wind" (바람이 되어)               | Athena                     | Athena eNa                                | Ha Hyun-sang                  | 4:43    |  |
| 8.  | "Stranger" (이방인)                             | Park Woo-sang              | Park Woo-sang                             | Park Won                      | 3:53    |  |
| 9.  | "Shine Your Star (produzido por Zico)"          | Safira.K Zico              | Zico Poptime                              | o3ohn                         | 3:35    |  |
| 10. | "And I"                                         | Tenzo Kebee                | Tenzo LOOGONE                             | NU'EST W                      | 3:55    |  |
| 11. | "See You Again (Feat. Richard Yongjae O'Neill)" | Ha Melli                   | POPKID Safira.K                           | Baek Ji-young                 | 3:48    |  |
| 12. | "Beautiful As Fireworks" (불꽃처럼 아름답게)    | Nam Hye-seng Park Jin-ho   | Nam Hye-seng Park Jin-ho                  | Shin Seung-hun                | 4:30    |  |
| 13. | "Lover" (정인 (情人))                           | Hen                        | Hen                                       | Sejeong (Gugudan)             | 3:54    |  |
| 14. | "If You Were Me"                                | Son Go-eun (Monotree)      | Son Go-eun (Monotree), NOPARI (Monotree)  | Ben                           | 4:25    |  |
| 15. | "How Can I Forget You" (어찌 잊으오)            | Nam Hye-seung, Park Jin-ho | Nam Hye-seung, Park Jin-ho                | Hwang Chi-yeul                | 4:41    |  |

## Recepção
Na tabela abaixo, os números azuis representam as audiências mais baixas e os números vermelhos representam as audiências mais elevadas.
| Episódio | Data de transmissão original | Audiência média | Audiência média              | Audiência média | Audiência média              |
| Episódio | Data de transmissão original | AGB Nielsen     | AGB Nielsen                  | TNmS            | TNmS                         |
| Episódio | Data de transmissão original | Em todo o país  | Região Metropolitana de Seul | Em todo o país  | Região Metropolitana de Seul |
| -------- | ---------------------------- | --------------- | ---------------------------- | --------------- | ---------------------------- |
| 1        | 7 de julho de 2018           | 8.852%          | 10.636%                      | 8.5%            | —                            |
| 2        | 8 de julho de 2018           | 9.691%          | 11.511%                      | 10.8%           | —                            |
| 3        | 14 de julho de 2018          | 10.082%         | 12.386%                      | 10.1%           | 11.9%                        |
| 4        | 15 de julho de 2018          | 10.567%         | 11.865%                      | 11.4%           | 12.7%                        |
| 5        | 21 de julho de 2018          | 10.835%         | 12.717%                      | —               | —                            |
| 6        | 22 de julho de 2018          | 11.713%         | 13.481%                      | 11.1%           | 12.0%                        |
| 7        | 28 de julho de 2018          | 11.114%         | 12.563%                      | 10.8%           | —                            |
| 8        | 29 de julho de 2018          | 12.330%         | 13.912%                      | 12.0%           | 12.9%                        |
| 9        | 4 de agosto de 2018          | 11.695%         | 12.763%                      | 12.2%           | 13.5%                        |
| 10       | 5 de agosto de 2018          | 13.534%         | 15.400%                      | 12.9%           | 14.6%                        |
| 11       | 11 de agosto de 2018         | 12.792%         | 14.227%                      | —               | —                            |
| 12       | 12 de agosto de 2018         | 13.399%         | 15.378%                      | 13.2%           | —                            |
| 13       | 18 de agosto de 2018         | 13.327%         | 15.576%                      | 12.8%           | —                            |
| 14       | 19 de agosto de 2018         | 15.626%         | 18.126%                      | 15.4%           | —                            |
| 15       | 25 de agosto de 2018         | 12.893%         | 14.686%                      | —               | —                            |
| 16       | 26 de agosto de 2018         | 15.023%         | 17.370%                      | —               | —                            |
| 17       | 1 de setembro de 2018        | 7.694%          | 8.140%                       | —               | —                            |
| 18       | 2 de setembro de 2018        | 14.722%         | 16.387%                      | —               | —                            |
| 19       | 8 de setembro de 2018        | 14.114%         | 14.775%                      | —               | —                            |
| 20       | 9 de setembro de 2018        | 16.500%         | 18.178%                      | 15.6%           | 17.1%                        |
| 21       | 15 de setembro de 2018       | 14.280%         | 16.013%                      | 13.2%           | —                            |
| 22       | 16 de setembro de 2018       | 16.588%         | 18.749%                      | 15.3%           | 17.1%                        |
| 23       | 29 de setembro de 2018       | 15.419%         | 17.272%                      | —               | —                            |
| 24       | 30 de setembro de 2018       | 18.129%         | 21.828%                      | —               | —                            |
| Média    | Média                        | 12.955%         | 14.747%                      | —               | —                            |
| Especial | 22 de setembro de 2018       | 8.937%          | 9.404%                       | —               | —                            |

- Este drama foi transmitido por um canal de televisão por assinatura, que normalmente tem um público relativamente menor em comparação com as emissoras de televisão abertas (KBS, SBS, MBC e EBS).

## Prêmios e indicações
| Ano  | Prêmio             | Categoria                                | Beneficiário                       | Resultado | Ref.          |
| ---- | ------------------ | ---------------------------------------- | ---------------------------------- | --------- | ------------- |
| 2018 | Korea Drama Awards | Grande Prêmio                            | Lee Byung-hun                      | Indicado  | [ 29 ]        |
| 2018 | Korea Drama Awards | Melhor Atriz Revelação                   | Kim Tae-ri                         | Indicado  | [ 29 ]        |
| 2018 | Korea Drama Awards | Melhor Trilha Sonora                     | "Days Without Tears" (Kim Yoon-ah) | Indicado  | [ 29 ]        |
| 2018 | APAN Star Awards   | Grande Prêmio                            | Lee Byung-hun                      | Venceu    | [ 30 ] [ 31 ] |
| 2018 | APAN Star Awards   | Drama do ano                             | Miseuteo Syeonsyain                | Venceu    | [ 30 ] [ 31 ] |
| 2018 | APAN Star Awards   | Prêmio de Excelência, Ator em Minissérie | Yoo Yeon-seok                      | Indicado  | [ 30 ] [ 31 ] |
| 2018 | APAN Star Awards   | Melhor Atriz Coadjuvante                 | Kim Min-jung                       | Venceu    | [ 30 ] [ 31 ] |
| 2018 | APAN Star Awards   | Melhor Atriz Revelação                   | Kim Tae-ri                         | Venceu    | [ 30 ] [ 31 ] |
| 2018 | APAN Star Awards   | Prêmio K-Star, Ator                      | Lee Byung-hun                      | Indicado  | [ 30 ] [ 31 ] |
| 2018 | APAN Star Awards   | Prêmio K-Star, Atriz                     | Kim Tae-ri                         | Indicado  | [ 30 ] [ 31 ] |
| 2018 | APAN Star Awards   | Prêmio K-Star, Atriz                     | Kim Min-jung                       | Indicado  | [ 30 ] [ 31 ] |
| 2018 | The Seoul Awards   | Melhor Ator                              | Lee Byung-hun                      | Venceu    | [ 32 ]        |
| 2018 | The Seoul Awards   | Melhor Ator Coadjuvante                  | Yoo Yeon-seok                      | Venceu    | [ 32 ]        |
| 2018 | The Seoul Awards   | Melhor Atriz Revelação                   | Kim Tae-ri                         | Indicado  | [ 32 ]        |